# Burettes
Pour les articles homonymes, voir Burette (homonymie).
Cet article concerne les accessoires utilisé dans la liturgie catholique. Pour l'ancienne commune de même nom en Seine-Maritime, voir Burettes (Seine-Maritime).

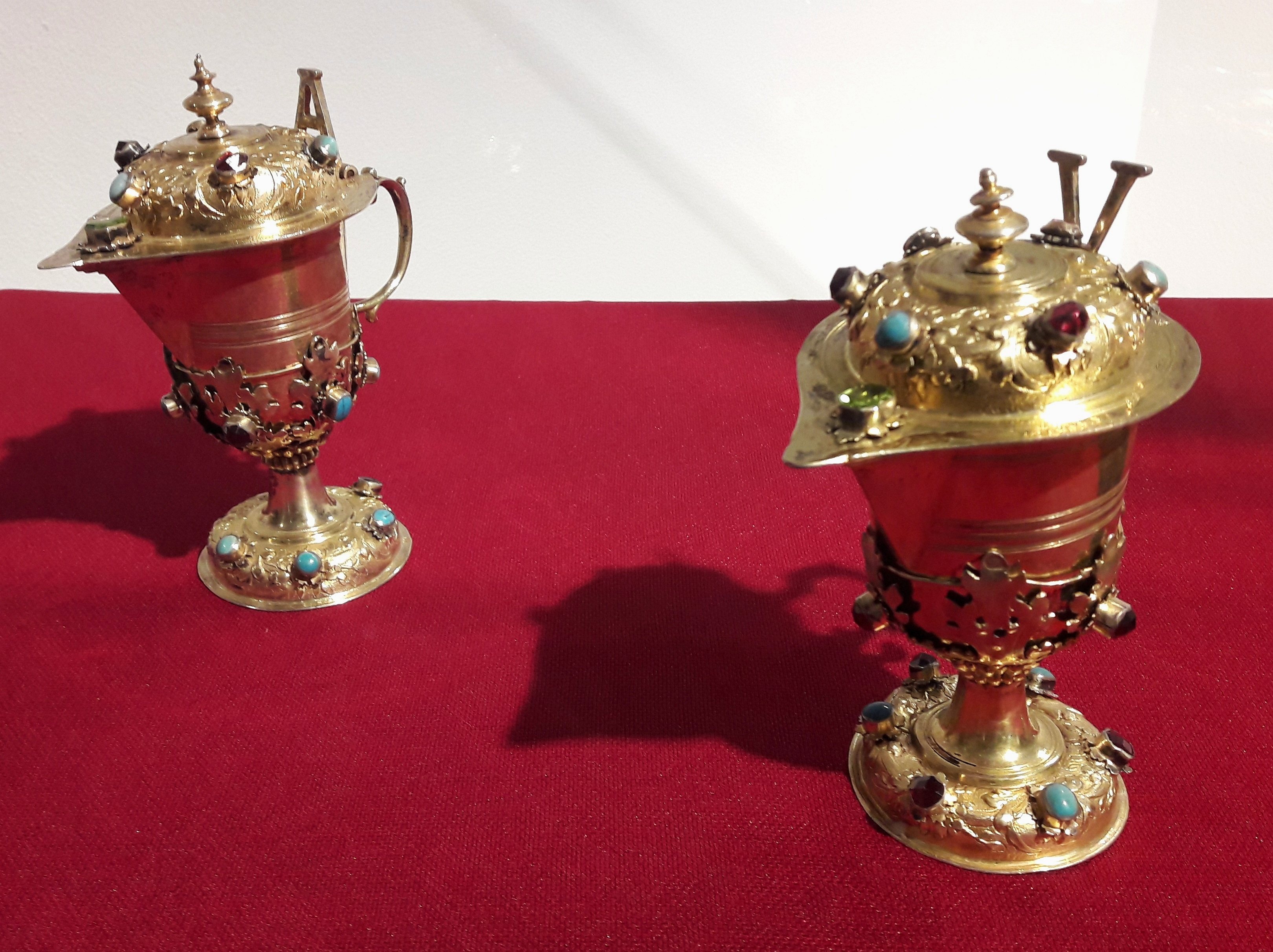
Burettes de cérémonie en argent de la cathédrale Saint-Jean de Varsovie avec des lettres A (aqua) et V (vinum) par Michael Mair, 1695-1700, Musée de l'archidiocèse de Varsovie.

Les burettes sont deux flacons utilisés pour la célébration de l'Eucharistie dans la liturgie catholique. Généralement placés sur un plateau, l'un contient le vin qui servira durant la consécration, et l'autre de l'eau. Si les burettes ne sont pas de verre, un signe extérieur doit permettre de les distinguer l'une (pour le vin) de l'autre (pour l'eau). Elles ne reçoivent aucune bénédiction particulière.
Le mot vient de l'ancien terme buire qui désigne un vase en forme de cruche avec un bec.

## Rite catholique romain
Avant le début de la célébration, le sacristain remplit les burettes. Il est possible de ne pas utiliser de burette de vin, auquel cas le vin liturgique est versé directement dans le calice. Lorsqu'on utilise une burette de vin, un signe distinctif permet de la différencier de la burette d'eau. La burette d'eau est placée sur la crédence.
Lors de l'offertoire, les offrandes (hosties, vin liturgique, argent de la quête, autres dons pour les pauvres) peuvent être portées en procession, ce qui exclut la burette d'eau. À la différence des autres offrandes, les hosties et le vin liturgique sont apportés à la table eucharistique. Le prêtre offre à Dieu le pain, c'est-à-dire les hosties ; puis les burettes lui sont présentées, contenant l'une l'eau, l'autre le vin. Il (ou le diacre) verse alors tout le vin dans le calice, puis y rajoute un filet d'eau, veillant à ne pas tout verser. Il offre alors le vin, en l'appelant « coupe du salut ».

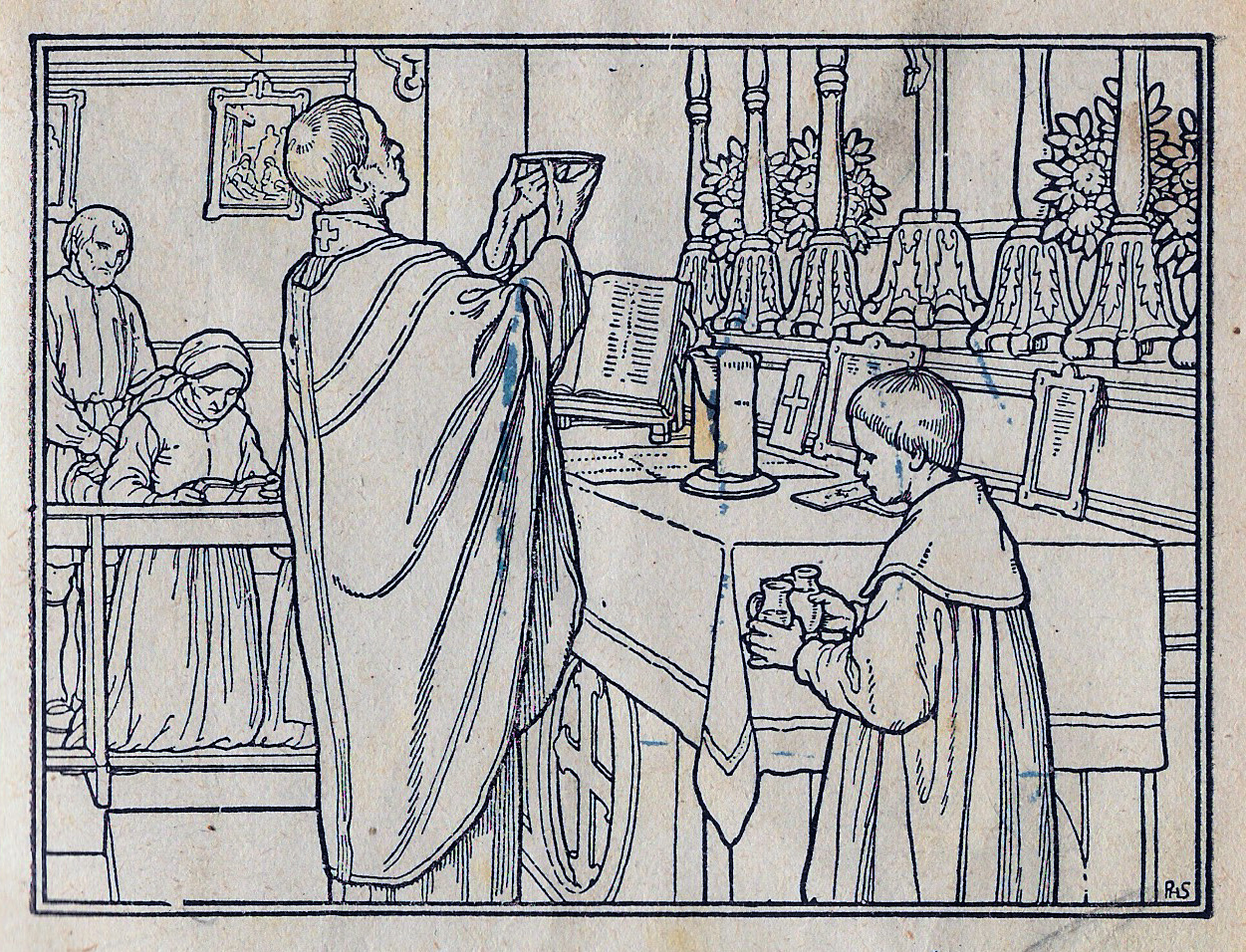
Servant d'autel ou acolyte portant les burettes tandis que le prêtre offre l'hostie (1920).

Après ce rite vient prendre place le "lavabo" (c.à.d. laver en latin) : en récitant le Psaume 25, le prêtre reconnaît son indignité et demande à Dieu la purification, versant de l'eau sur ses mains au-dessus d'un plateau : « Lave-moi de mes fautes, Seigneur, purifie-moi de mon péché ».
Il invoque la Sainte-Trinité, lui demandant d'agréer le sacrifice par le Suscipe, sancta Trinitas et demande ensuite la prière de la foule par l'Orate fratres. Il essuie ses mains avec le manuterge.
La burette contenant l'eau est utilisée une troisième fois après la distribution de la communion aux fidèles, lorsque le célébrant regagne l'autel. Il verse alors le restant d'eau dans le calice, afin que tout le vin ("Précieux-sang") soit bu et qu'il ne reste pas de miettes de l'hostie consacrée.

## Galerie

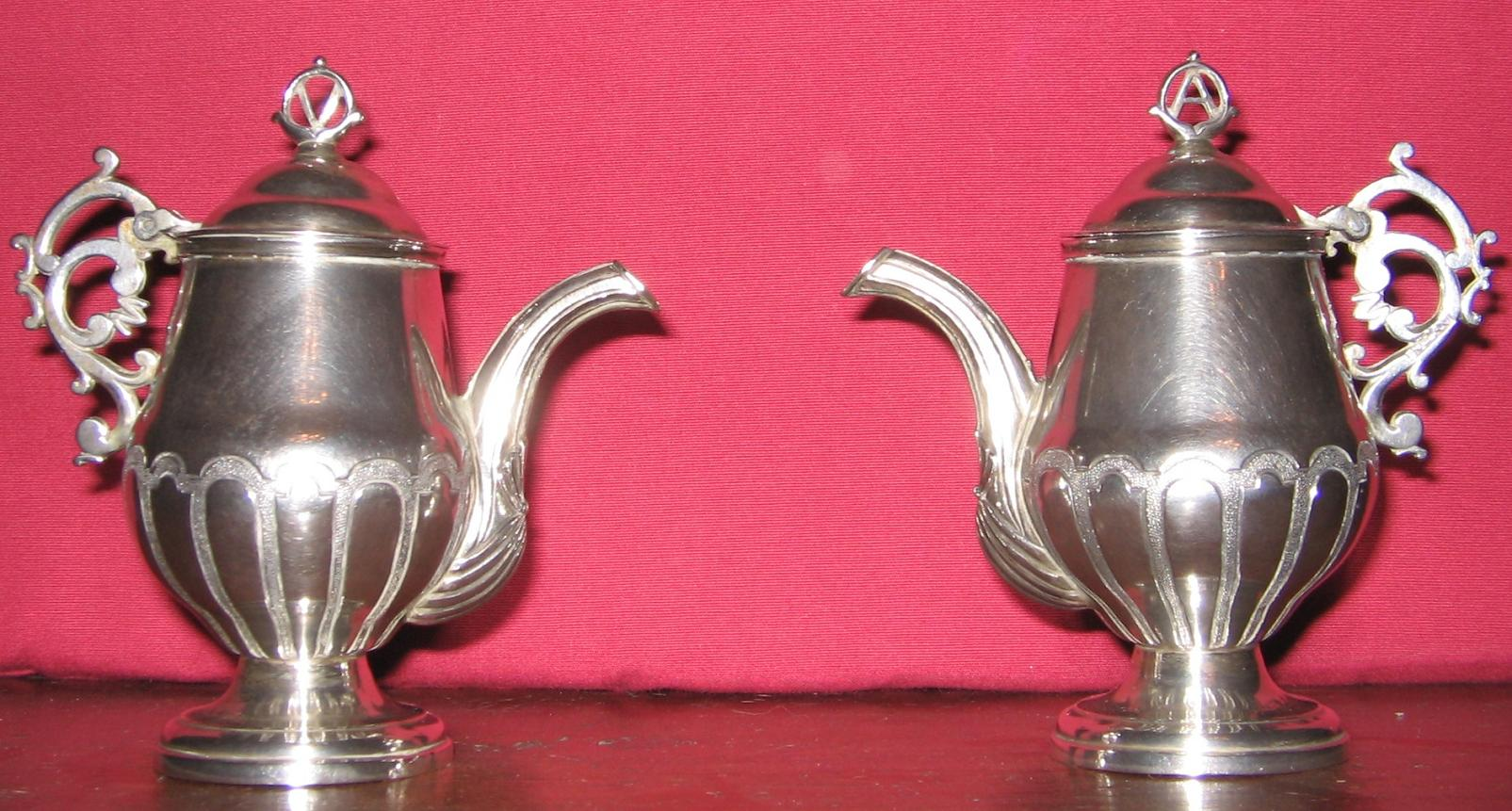
Burettes.
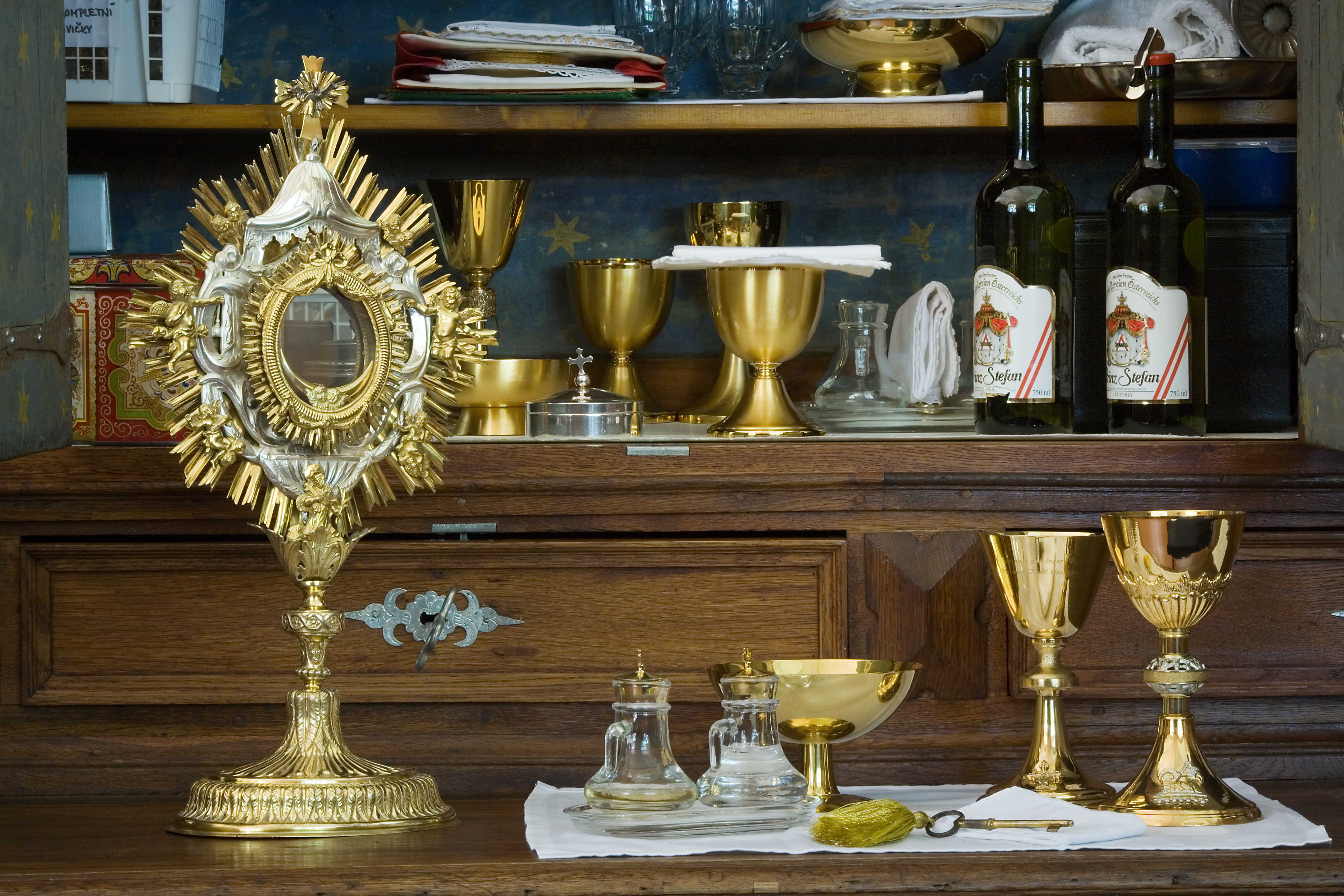
Au centre, deux burettes en verre, parmi des objets liturgiques.